# Zaden
Zaden (en géorgien : ზადენი) est, d'après les chroniques médiévales géorgiennes, le dieu de la fécondité du panthéon païen du Karthli pré-chrétien (l'Ibérie des sources classiques). Le roi Parnadjom (109 - 90 av. J.-C.) est dit avoir construit une forteresse au Mont Zedazeni pour y abriter un colosse de Zaden qui, avec les autres idoles païennes de Géorgie, aurait été détruite par les prières de Sainte Nino, l'évangéliste des Géorgiens au IVe siècle.
Au-delà des passages des annales médiévales et du toponyme de Zedazeni (venant de Zeda-Zeni, soit « Haut Zaden »), nous n'avons pas de sources contemporaines ou de preuves archéologiques sur ce culte. Zaden est considéré par plusieurs spécialistes comme une version géorgienne du Santas des Louvites ou Sandon des Hittites, mais une identification avec le Yazata du zoroastrianisme a également été suggérée.